# 쫄병스낵
쫄병스낵은 2001년 4월 농심이 출시한 과자이다. 인스턴트 라면을 축소해놓은 듯한 모양과 맛이 특징이다. 과거에는 짜장맛, 피자맛, 벌꿀맛, 초콜릿맛 등 여러 가지 쫄병스낵 제품들이 판매되었으나, 2022년 현재 매콤한맛, 바베큐맛, 안성탕면맛 짜장맛 등 4가지의 제품만 판매되고 있다. 그리고 최근에는 짜파게티맛, 커피우유맛 ,달고나맛 3가지 종류를 추가로 출시하였다.

## 같이 보기
- 뿌셔뿌셔